# Chokri Mabkhout
Chokri Mabkhout (arabe : شكري المبخوت), né le 3 mai 1962 à Tunis, est un linguiste, écrivain et universitaire tunisien.

## Biographie
Professeur à l'université de Tunis, il est doyen de la faculté des lettres, des arts et des humanités de La Manouba (ar) puis recteur de l'université de La Manouba entre 2011 et la fin de 2017,.
Membre du Comité supérieur des droits de l'homme et des libertés fondamentales, il est directeur des 33e et 34e éditions de la Foire internationale du livre de Tunis (ar) en 2017 et 2018,, ainsi que membre du comité de rédaction de plusieurs revues académiques, dont Annales de l'université de Tunis, IBLA et Romano-Arabica. Il est également le fondateur du magazine Akademia et le directeur du magazine Al Fikr Al Jadid (La Nouvelle pensée).
Il s'est vu propulsé sur la scène internationale par son roman Etalyenni (ar) (L'Italien) qui retrace les tumultes politiques entre les islamistes, les gauchistes et les forces ayant amené Zine el-Abidine Ben Ali au pouvoir,.

## Distinctions
- Prix des lettres et des arts du ministère tunisien des Affaires culturelles (1994)[6] ;
- Prix international du roi Abdallah ben Abdelaziz pour la traduction (en) (Arabie saoudite, 2012)[9] ;
- Prix international de la fiction arabe (2015)[10] ;
- Prix tunisien de l'exception culturelle (2015)[11] ;
- Prix Comar d'or du roman arabe (Tunisie, 2015)[12] ;
- Commandeur de l'Ordre national du Mérite (Tunisie, 2016)[13],[14] ;
- Prix international du roi Fayçal (en) pour la littérature arabe et la critique littéraire (Arabie saoudite, 2018)[15],[5] ;
- Prix de la Fondation Abdul Hameed Shoman de la littérature pour enfant (2018)[16],[17].

## Publications
- (ar) سيرة الغائب، سيرة الآتي: السيرة الذاتية في كتاب “الأيام” لطه حسين [« La biographie dans le livre d'al-Ayyâm de Tâhâ Husayn »], Tunis, Sud Éditions,‎ 1992[18].
- (ar) جمالية الألفة: النص ومتقبله في التراث النقدي [« Esthétique du familier : le texte et ses lecteurs dans la poétique arabe classique »], Carthage, Beït El Hikma,‎ 1993[19].
- (ar) إنشاء النفي [« La construction de la négation »], Tunis, Centre de publication universitaire,‎ 2006.
- (ar) الاستدلال البلاغي [« Le raisonnement inductif »], La Manouba, Publications de la faculté des lettres de La Manouba,‎ 2007.
- (ar) المعنى المحال [« La signification assignée »], Tunis, Dar Maraya Al Hadatha,‎ 2008.
- (ar) نظرية الأعمال اللغوية [« Théorisation des questions linguistiques »], Tunis, Masciliana,‎ 2009.
- (ar) توجيه النفي في تعامله مع الجهات والأسوار والروابط [« Diriger la négation »], Beyrouth, Dar Kitab Al Jadeed,‎ 2010.
- (ar) دائرة الأعمال اللغوية [« Dictionnaire encyclopédique de pragmatique »], Beyrouth, Dar Kitab Al Jadeed,‎ 2010.
- (ar) السياسة اللغوية القومية للغة العربية [« La politique linguistique nationale de la langue arabe »], Tunis, ALECSO,‎ 2010 (ouvrage collectif).
- (ar) الطلياني [« Etalyenni (ar) »], Tunis, Dar Tanwir,‎ 2014[20].
- (ar) السيدة الرئيسة [« Madame la présidente »], Al Aïn, Dar Al Aïn,‎ 2015[21].
- (ar) باغندا [« Baganda »], Tunis, Dar Tanwir,‎ 2016[22].
- (ar) الزعيم و ظلاله، السيرة الذاتية في تونس [« Le Leader et ses ombres : de la biographie en Tunisie »], La Manouba, Publications de la faculté des lettres de La Manouba,‎ 2010.
- (ar) أحفاد سارق النار، في السيرة الذاتية الفكرية [« De l'autobiographie dans la littérature arabe »], Tunis, Masciliana,‎ 2017.
- (ar) تاريخ التكفير في تونس [« L'histoire de l'expiation en Tunisie »], Tunis, Masciliana,‎ 2018[23].
- (ar) مدينة الناجحين [« La ville des vainqueurs »], Tunis, Tar Tanwir,‎ 2018.
- (ar) مرآة الخاسر [« Le miroir du perdant »], Tunis, Med Ali,‎ 2019[24].